# Premios Ciudad de Alcira

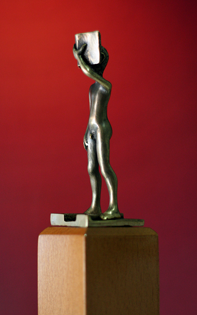
Escultura alusiva a la lectura, obra del escultor valenciano Manolo Boix, que se entrega como galardón, junto a la dotación económica.

Los Premios Literarios Ciudad de Alcira (en valenciano, Premis Literaris Ciutat d'Alzira), más conocidos como Premios Ciudad de Alcira (respectivamente, Premis Ciutat d'Alzira), son unos premios en valenciano/catalán convocados anualmente por el Ayuntamiento de la ciudad valenciana de Alcira, la Universidad de Valencia, la Mancomunidad de la Ribera Alta, Bancaja (hoy Bankia), el Centro de Alcira-Valencia de la Universidad Nacional de Educación a Distancia (UNED) y la editorial Bromera. Cada organizador dota una de las distintas categorías en las que se dividen los premios.
Se organizaron por vez primera en 1989 con una sola categoría, la de novela, a la que le siguió años después la de divulgación científica (1995), narrativa infantil y juvenil (1996) ensayo (1999), poesía y teatro (2006). Los premios son considerados como unos de los más completos del panorama literario de la Comunidad Valenciana, con una importante dotación económica, pero variable según la edición y la categoría, que han ido de los 3000 a los 18 000 euros. Además del premio en metálico, los galardonados reciben una escultura alusiva a la lectura, obra de Manolo Boix.

## Categorías
- Premio de Novela Ciudad de Alcira
- Premio Europeo de Divulgación Científica Estudi General
- Premio Mancomunidad de la Ribera Alta de ensayo
- Premio Bancaja de narrativa juvenil
- Premio Vicent Silvestre de narrativa infantil
- Premio Ibn Jafadja de poesía
- Premio Ciudad de Alcira Palanca i Roca de teatro